# R.U.R.
R.U.R. – dramat fantastycznonaukowy czeskiego pisarza Karela Čapka wydany po raz pierwszy w 1920 roku. Tytuł stanowi skrót od słów Rossumovi Univerzální Roboti (czes. Uniwersalne Roboty Rossuma). Dzięki tej sztuce popularyzacji uległo wymyślone przez brata Čapka słowo robot. Do roku 1923 została przetłumaczona na 30 języków i przyniosła autorowi międzynarodową sławę, stając się najbardziej znanym dramatem w jego dorobku.

## Fabuła

### Prolog
Okolice roku 2000. Helena, córka prezydenta jednego z czołowych mocarstw na arenie międzynarodowej, odwiedza fabrykę korporacji Uniwersalne Roboty Rossuma. Fabryka produkuje sztucznych ludzi zwanych Robotami (czes. roboti), składających się jednak – w odróżnieniu od robotów we współczesnym pojmowaniu – z wyhodowanej laboratoryjnie żywej tkanki, a nie metalu i układów scalonych. Roboty pod względem wyglądu zewnętrznego są nieodróżnialne od ludzi i dysponują inteligencją dorównującą ludzkiej. Stały się tanie i powszechnie dostępne na całym świecie, pozwalając zmniejszyć koszty produkcji średnio o 80%. Nie są jednak w stanie odczuwać potrzeb ani emocji, gdyż Rossum, założyciel R.U.R., uznał te funkcje za niepotrzebne u istot mających stanowić wyłącznie tanią siłę roboczą.
Helena spotyka się z przedstawicielami zarządu R.U.R. i przedstawia jako ambasador Ligi Ludzkości, organizacji wysuwającej postulat „uwolnienia” Robotów. Proponuje, by Robotom płacono, co zarząd uznaje za absurdalne, wyjaśniając, że Robotom nie przeszkadza ich położenie i że pieniądze na nic by się im nie zdały, bo nie mają żadnych materialnych potrzeb. W toku rozmowy przedstawiciele zarządu rozpływają się nad genialnością wynalazku i roztaczają wizję lepszego świata, w którym dzięki taniej produkcji wszystko jest prawie darmowe, a ludzie mogą zajmować się do woli swoimi zainteresowaniami i aspiracjami. Przyznają wprawdzie, że Robotom faktycznie zdarza się czasem porzucić wykonywaną pracę i zamierać w miejscu, zgrzytając zębami, ale uważają to wyłącznie za usterkę. Ostatecznie Helena zostaje przekonana, że działania Ligi Ludzkości są bezcelowe, lecz wciąż twierdzi, że Roboty powinny posiadać „duszę”. W ostatniej scenie aktu Harry Domin, prezes zarządu, niespodziewanie oświadcza się Helenie.

### Akt I
Dziesięć lat później będący małżeństwem Helena i Domin omawiają minioną dekadę, naznaczoną globalnym spadkiem liczby urodzeń i postępującym uzależnieniem gospodarki od Robotów. Doktor Gall, szef Działu Fizjologii, prezentuje eksperymentalne, bardziej zaawansowane modele Robotów – Radiusa i Helenę. Helena (człowiek) w sekrecie niszczy dokumentację techniczną potrzebną do tworzenia Robotów. Radius przejawia wolną wolę i odmawia służby ludzkości. Akt kończy wieść o wybuchu buntu Robotów.

### Akt II
Roboty przystępują do oblężenia fabryki. Przedstawiciele zarządu uświadamiają sobie, że uniwersalność Robotów stanowi zagrożenie. Helena ujawnia, że zniszczyła dokumentację. Bohaterowie opłakują nadchodzący upadek ludzkości. Roboty prowadzone przez Radiusa szturmują fabrykę i zabijają wszystkich ludzi oprócz Alquista, naczelnego inżyniera R.U.R., którego oszczędzają, ponieważ „pracuje za pomocą własnych rąk niczym Robot”.

### Akt III
Po wielu latach krwawej rewolucji Alquist pozostał ostatnim człowiekiem na Ziemi. Próbował on odtworzyć metodę tworzenia Robotów, ale będąc inżynierem mechaniki z mizerną wiedzą o biologii poczynił śladowe postępy. Rząd Robotów próbował znaleźć innych ocalałych ludzi, by pomogli Alqusitowi, ale bezskutecznie. Roboty, w obawie o wymarcie swojego „gatunku”, żądają by Alquist dokonywał na nich sekcji, by odtworzyć technologię Rossuma. Roboty Primus i Helena rozwijają w sobie ludzkie uczucia i zakochują się w sobie. Każde z nich błaga Alqusita, by ten poddał sekcji ją/jego i oszczędził drugie. Alquist uświadamia sobie, że są oni nowymi Adamem i Ewą i symbolicznie przekazuje im władzę nad światem. Para wychodzi z laboratorium, trzymając się za ręce, a kurtyna opada.

## Adaptacja telewizyjna BBC
Dramat doczekał się adaptacji telewizyjnej jeszcze przed II wojną światową , czyniąc go prawdopodobnie pierwszym w historii telewizyjnym programem z gatunku science-fiction. 11 lutego 1938 roku brytyjska stacja BBC wyemitowała 35 minutowy teatr telewizji na podstawie sztuki Čapka, wyprzedając osławione słuchowisko radiowe Orsona Wellesa Wojna światów o kilka miesięcy. Producentem przedstawienia był Jan Bussell .
4 marca 1948 toku ponownie wyemitowano adaptację w reżyserii Bussella w zbliżonej do przedwojennego pierwowzoru obsadzie. Jednym z aktorów który wcielił się w nowszej wersji w rolę robota został Patrick Troughton, znany później z roli w innym serialu fantastycznonaukowym Doctor Who.
Z przedstawienia zachowały się do dziś jedynie nieliczne zdjęcia z planu. Przez wzgląd na tylko dwie emisje w historii, ograniczone możliwości archiwizacji produkcji telewizyjnych oraz niewielki zasięg sygnału telewizji w tamtym okresie adaptacja uznawana jest za produkcje trwale zaginioną.